# Боевая управа украинских сечевых стрельцов

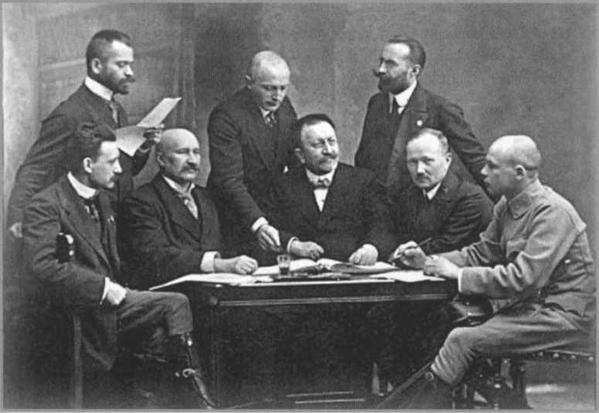
Члены боевой управы

Боева́я упра́ва укра́инских сечевы́х стрельцо́в (укр. Бойова управа українських січових стрільців), или Укра́инская боева́я упра́ва (укр. Українська бойова управа) — организационно-координационный центр Легиона украинских сечевых стрельцов.
Создана 3 августа 1914 года представителями Главной украинской рады, Украинского сечевого союза (УСС) и движения «Сокол» для формирования Легиона УСС. 6 августа 1914 года управа опубликовала обращение «К украинскому народу», в котором содержался призыв вступать в УСС. В начале сентября 1914 года боевая управа УСС располагалась в Вене. Боевая управа должна была сформировать войска, которые сражались бы на стороне Австрии. В неё, в частности, рекрутировали членов молодёжной организации «Пласт», созданной офицерами австро-венгерской армии.
С 1915 года боевая управа занималась в основном пропагандистской, издательской и благотворительной деятельностью, в 1914—1915 годах боевую управу возглавлял К. Трилевский, а с 1917 года — С. Смаль-Стоцкий. Членами боевой управы были К. Билецкий, И. Боберский, Д. Витовский, В. Темницкий, С. Горук, Д. Катамай, С. Шухевич, В. Онгалевич, Т. Рожанковский и другие.